# 法加阿魯
法加阿魯（英語：Fagaʻalu）是美屬薩摩亞圖圖伊拉島中部的村莊，位於帕果帕果港東岸，帕果帕果以南。它也被稱為「Faga'alo」。
法加阿魯被評為美屬薩摩亞最佳衝浪地點之一。 它是美屬薩摩亞已被宣佈為海洋保護區的十三個村莊之一。
根據2010年美國人口普查的數據顯示，居住在法加阿魯的人口為910人。